# Pajiștea cu narcise Bătești
Pajiștea cu narcise Bătești este o arie protejată de interes național ce corespunde categoriei a IV-a IUCN (rezervație naturală de tip botanic) situată în județul Timiș, pe teritoriul administrativ al orașului Făget.

## Localizare
Aria naturală cu o suprafață de 20 hectare se află în extremitatea nord-estică a județului Timiș, în aria teritorială nordică a satului Bătești, pe partea dreaptă a drumului național (DN68A) care leagă orașul Făget de localitatea Margina.

## Descriere

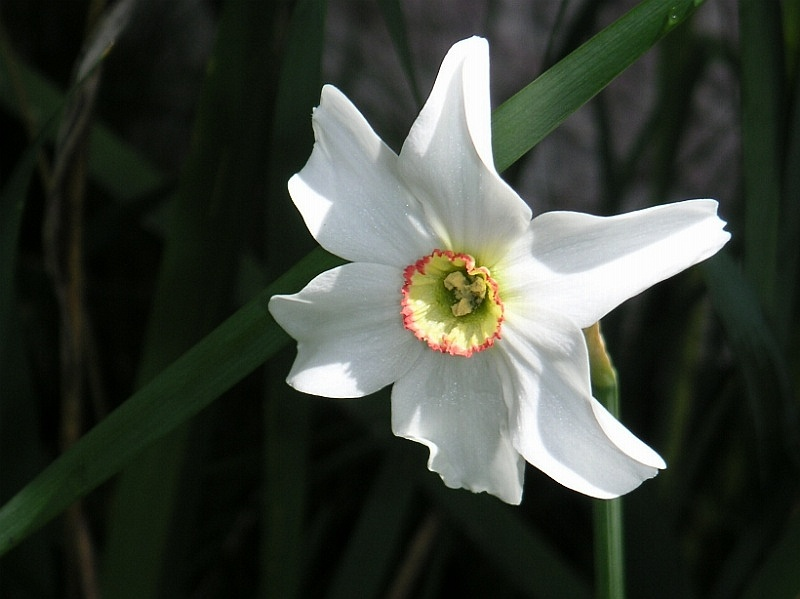
Narcisă (Narcissus poeticus)

Rezervația naturală a fost declarată arie protejată prin Legea Nr.5 din 6 martie 2000 (privind aprobarea Planului de amenajare a teritoriului național - Secțiunea a III-a - zone protejate) și reprezintă o suprafață cu fâneațe aflată în zona de contact a Câmpiei (Lugojului) cu Dealurile Lugojului. 
Aria naturală constituie o zonă de protecție pentru o populație mare de narcise (Narcissus poeticus), care vegetează alături de exemplare de stânjenei din specia Iris sibirica